# Stillwater (Nowy Jork)
Stillwater – miasto w Stanach Zjednoczonych, w stanie Nowy Jork, w hrabstwie Saratoga. Według spisu powszechnego z 2010 roku zamieszkane przez 8308 osób. Dane szacunkowe na rok 2019: 8972 osoby. Powierzchnia miasta wynosi 106,68 km².
Miasto leży nad rzeką Hudson, w pobliżu ujścia Hoosic River, oraz kanałem Champlain. Znajduje się w nim zapora na rzece oraz śluza C4 na kanale.
W Stillwater znajduje się jeden obiekt wpisany na listę National Register of Historic Places:
- Stillwater United Church – kościół w stylu italianate, wpisany na listę w 2006 roku[3]